# Alan Peacock
Alan Peacock (29. října 1937 Middlesbrough – 29. června 2025) byl anglický fotbalista, útočník.

## Fotbalová kariéra
Začínal v týmu Middlesbrough FC. V anglické lize hrál za Leeds United FC, nastoupil ve 40 utkáních a dal 18 gólů. Kariéru zakončil v týmu Plymouth Argyle FC. Ve Veletržním poháru nastoupil ve 3 utkáních a dal 1 gól. Za anglickou fotbalovou reprezentaci nastoupil v letech 1962-1965 v 6 utkáních a dal 3 góly. Byl členem anglické reprezentace na Mistrovství světa ve fotbale 1962, nastoupil ve 2 utkáních.

## Ligová bilance
| Ročník                     | Zápasy | Góly | Klub               |
| -------------------------- | ------ | ---- | ------------------ |
| 2. anglická liga 1955/1956 | 17     | 0    | Middlesbrough FC   |
| 2. anglická liga 1956/1957 | 4      | 1    | Middlesbrough FC   |
| 2. anglická liga 1957/1958 | 22     | 15   | Middlesbrough FC   |
| 2. anglická liga 1958/1959 | 34     | 19   | Middlesbrough FC   |
| 2. anglická liga 1959/1960 | 35     | 13   | Middlesbrough FC   |
| 2. anglická liga 1960/1961 | 34     | 15   | Middlesbrough FC   |
| 2. anglická liga 1961/1962 | 34     | 24   | Middlesbrough FC   |
| 2. anglická liga 1962/1963 | 40     | 31   | Middlesbrough FC   |
| 2. anglická liga 1963/1964 | 9      | 5    | Middlesbrough FC   |
| 2. anglická liga 1963/1964 | 14     | 8    | Leeds United FC    |
| 1. anglická liga 1964/1965 | 10     | 6    | Leeds United FC    |
| 1. anglická liga 1965/1966 | 24     | 10   | Leeds United FC    |
| 1. anglická liga 1966/1967 | 6      | 2    | Leeds United FC    |
| 2. anglická liga 1967/1968 | 11     | 1    | Plymouth Argyle FC |
| CELKEM 1. anglická liga    | 40     | 18   |                    |